# Етиопија на Светском првенству у атлетици на отвореном 2019.
Етиопија је учествовала на 17. Светском првенству у атлетици на отвореном 2019. одржаном у Дохи од 27. септембра до 6. октобра седамнаести пут, односно учествовала је на свим првенствима до данас. Репрезентацију Етиопије су представљала 32 такмичара (15 мушкараца и 17 жена) у 12 дисциплина (5 мушких и 7 женских).,
На овом првенству Етиопија је по броју освојених медаља заузела 5 место са 8 освојених медаља (2 златне, 5 сребрне и 1 бронза). У табели успешности према броју и пласману такмичара који су учествовали у финалним такмичењима (првих 8 такмичара) Етиопија је са 16 учесника у финалу заузела 5 место са 83 бодова.
| Плас. | Земља    | 1. место | 2. место | 3. место | 4. место | 5. место | 6. место | 7. место | 8. место | Бр. финал. | Бод. |
| ----- | -------- | -------- | -------- | -------- | -------- | -------- | -------- | -------- | -------- | ---------- | ---- |
| 5.    | Етиопија | 2        | 5        | 1        | 3        | 2        | 1        | 0        | 1        | 16         | 70   |

## Учесници
| Мушкарци: - Самуел Тефера — 1.500 м - Тедесе Леми — 1.500 м - Телахун Хаиле Бекеле — 5.000 м - Селемон Барега — 5.000 м - Муктар Едрис — 5.000 м - Абади Хадис — 5.000 м - Јомиф Кејелча — 10.000 м - Андамлак Белиху — 10.000 м - Хагос Гебривет — 10.000 м - Лелиса Десиса — Маратон - Мосинет Геремев — Маратон - Муле Васихун — Маратон - Ламеча Гирма — 3.000 м препреке - Гетне Вел — 3.000 м препреке - Чала Бејо — 3.000 м препреке | Жене: - Дирибе Велтеји — 800 м - Гудаф Цегај — 1.500 м - Лемлем Хаилу — 1.500 м - Аксумавит Ембаје — 1.500 м - Хави Фејса — 5.000 м - Tsehay Gemechu — 5.000 м - Фанту Ворку — 5.000 м - Летесенбет Гидеј — 10.000 м - Сенбере Тефери — 10.000 м - Нетсанет Гудета — 10.000 м - Рути Ага — Маратон - Шуре Демисе — Маратон - Роза Дереје — Маратон - Мекидес Абебе — 3.000 м препреке - Зерфе Вондемагегн — 3.000 м препреке - Ломи Мулета — 3.000 м препреке - Yehualeye Beletew — 20 км ходање |  |

## Освајачи медаља (8)

### Злато (2)
- Муктар Едрис — 5.000 м
- Лелиса Десиса — маратон

### Сребро (5)
- Селемон Барега — 5.000 м
- Јомиф Кејелча — 10.000 м
- Мосинет Геремев — маратон
- Ламеча Гирма — 3.000 м препреке
- Летесенбет Гидеј — 10.000 м

### Бронза (1)
- Гудаф Цегај — 1.500 м

## Резултати

### Мушкарци
| Атлетичар            | Дисциплина       | Лични рекорд | Квалификације     | Квалификације     | Полуфинале           | Полуфинале        | Финале               | Финале               | Детаљи |
| Атлетичар            | Дисциплина       | Лични рекорд | Резултат          | Место             | Резултат             | Место             | Резултат             | Место                | Детаљи |
| -------------------- | ---------------- | ------------ | ----------------- | ----------------- | -------------------- | ----------------- | -------------------- | -------------------- | ------ |
| Самуел Тефера        | 1.500 м          | 3:31,04д     | 3:37,82 кв        | 7. у гр. 1        | Није завршио трку    | Није завршио трку | Није се квалификовао | Није се квалификовао |        |
| Тедесе Леми          | 1.500 м          | 3:35,09      | 3:41,32 кв        | 11. у гр. 2       | 3:38,79 ЛР           | 12. у гр. 1       | Није се квалификовао | 23 / 43 (45)         |        |
| Телахун Хаиле Бекеле | 5.000 м          | 12:52,98     | 13:20,45 КВ       | 2. у гр. 2        |                      |                   | 13:02,29             | 4 / 35 (39)          |        |
| Селемон Барега       | 5.000 м          | 12:43,02     | 13:24,69 КВ       | 1. у гр. 1        | 12:59,70             |                   |                      |                      |        |
| Муктар Едрис         | 5.000 м          | 12:54,83     | 13:25,00 КВ       | 3. у гр. 1        | 12:58,85             |                   |                      |                      |        |
| Јомиф Кејелча        | 10.000 м         | 26:49,99     |                   |                   |                      |                   | 26:49,34 ЛР          |                      |        |
| Андамлак Белиху      | 10.000 м         | 26:53,15     | 26:56,71          | 5 / 22 (24)       |                      |                   |                      |                      |        |
| Хагос Гебривет       | 10.000 м         | 26:48,95     | 27:11,37          | 9 / 22 (24)       |                      |                   |                      |                      |        |
| Лелиса Десиса        | Маратон          | 2:04:45      | 2:10:40 ЛРС       |                   |                      |                   |                      |                      |        |
| Мосинет Геремев      | Маратон          | 2:02:55      | 2:10:44           |                   |                      |                   |                      |                      |        |
| Муле Васихун         | Маратон          | 2:03:16      | Није завршио трку | Није завршио трку |                      |                   |                      |                      |        |
| Ламеча Гирма         | 3.000 м препреке | 8:07,66      | 8:16,64 КВ        | 1. у гр. 2        |                      |                   | 8:01,36 НР, ЛР       |                      |        |
| Гетне Вел            | 3.000 м препреке | 8:05,51 НР   | 8:12,96 КВ        | 1. у гр. 1        | 8:05,21 ЛР           | 4 / 44 (46)       |                      |                      |        |
| Чала Бејо            | 3.000 м препреке | 8:06,48      | 8:21,09 кв        | 4. у гр. 3        | Није завршио трку    | Није завршио трку |                      |                      |        |
| Такеле Нигате        | 3.000 м препреке | 8:09,50      | 8:38,34           | 13. у гр. 3       | Није се квалификовао | 38 / 44 (46)      |                      |                      |        |

### Жене
| Атлетичарка       | Дисциплина       | Лични рекорд | Квалификације      | Квалификације      | Полуфинале            | Полуфинале            | Финале                | Финале       | Детаљи |
| Атлетичарка       | Дисциплина       | Лични рекорд | Резултат           | Место              | Резултат              | Место                 | Резултат              | Место        | Детаљи |
| ----------------- | ---------------- | ------------ | ------------------ | ------------------ | --------------------- | --------------------- | --------------------- | ------------ | ------ |
| Дирибе Велтеји    | 800 м            | 1:59,74      | 2:02,71 кв         | 5. у гр. 4         | 2:02,69               | 6. у гр. 2            | Није се квалификовала | 18 / 40 (41) |        |
| Гудаф Цегај       | 1.500 м          | 3:57,40      | 4:02,67 КВ         | 3. у гр. 2         | 4:01,12 КВ            | 4. у гр. 2            | 3:54,38               |              |        |
| Лемлем Хаилу      | 1.500 м          | 4:02,97      | 4:05,61 кв         | 7. у гр. 1         | 4:16,56               | 7. у гр. 1            | Није се квалификовала | 19 / 35      |        |
| Аксумавит Ембаје  | 1.500 м          | 3:59,02      | 4:08,56            | 9. у гр. 3         | Није се квалификовала | Није се квалификовала | Није се квалификовала | 23 / 35      |        |
| Хави Фејса        | 5.000 м          | 14:38,76     | 14:53,85 КВ        | 3. у гр. 1         |                       |                       | 14:44,92              | 8 / 26 (29)  |        |
| Tsehay Gemechu    | 5.000 м          | 14:59,79     | 15:01,57(.562) КВ  | 1. у гр. 2         | 14:29,60 ЛР           | 4 / 26 (29)           |                       |              |        |
| Фанту Ворку       | 5.000 м          | 14:45,59     | 15:02,74 кв        | 6. у гр. 2         | 14:40,47              | 5 / 26 (29)           |                       |              |        |
| Летесенбет Гидеј  | 10.000 м         | 30:37,89     |                    |                    |                       |                       | 30:21,23 ЛР           |              |        |
| Сенбере Тефери    | 10.000 м         | 30:40,59     | 30:44,23 ЛРС       | 6 / 20 (22)        |                       |                       |                       |              |        |
| Нетсанет Гудета   | 10.000 м         | 30:36,75     | Није завршила трку | Није завршила трку |                       |                       |                       |              |        |
| Рути Ага          | Маратон          | 2:18:34      | Нису завршиле трку | Нису завршиле трку |                       |                       |                       |              |        |
| Шуре Демисе       | Маратон          | 2:20:593     | Нису завршиле трку | Нису завршиле трку |                       |                       |                       |              |        |
| Роза Дереје       | Маратон          | 2:21:193     | Нису завршиле трку | Нису завршиле трку |                       |                       |                       |              |        |
| Мекидес Абебе     | 3.000 м препреке | 9:30,63      | 9:27,61 кв, ЛР     | 4. у гр. 1         |                       |                       | 9:25,66 ЛР            | 11 / 42 (43) |        |
| Зерфе Вондемагегн | 3.000 м препреке | 9:33,27      | 9:40,92            | 7. у гр. 3         | Нису се квалификовале | 22 / 42 (43)          |                       |              |        |
| Ломи Мулета       | 3.000 м препреке | 9:31,03      | 9:49,28            | 10. у гр. 2        | Нису се квалификовале | 35 / 42 (43)          |                       |              |        |
| Yehualeye Beletew | 20 км ходање     | 1:31:47 НР   |                    |                    |                       |                       | 1:38:11               | 16 / 39 (45) |        |